# Tennis de table aux Jeux olympiques
Le tennis de table, inscrit au programme des Jeux olympiques depuis 1988, se dispute sur quatre épreuves : le simple masculin et le double masculin ainsi que le simple féminin et le double féminin jusqu'en 2004 ; simple masculin, féminin, et rencontres par équipes masculines et féminines depuis 2008. Il a été reconnu sport olympique par le Comité international olympique en 1981.

## Épreuves au programme
À partir des Jeux olympiques d'été de 2008 à Pékin, les épreuves de doubles sont remplacées par des épreuves par équipe de 3 pongistes regroupant quatre matchs de simple et un de double (au meilleur des 5 rencontres, l'ordre du déroulement de ces dernières est toujours le même : successivement, deux simples d'abord, suivi de double ensuite, si les deux équipes sont à 2:1, il y aura un ou deux simples pour départager le vainqueur).
| Épreuves              | 1988 | 1992 | 1996 | 2000 | 2004 | 2008 | 2012 | 2016 | 2020 | 2024 | 2028 |
| --------------------- | ---- | ---- | ---- | ---- | ---- | ---- | ---- | ---- | ---- | ---- | ---- |
| Simple messieurs      | •    | •    | •    | •    | •    | •    | •    | •    | •    | •    | •    |
| Double messieurs      | •    | •    | •    | •    | •    |      |      |      |      |      | •    |
| Messieurs par équipes |      |      |      |      |      | •    | •    | •    | •    | •    |      |
| Simple dames          | •    | •    | •    | •    | •    | •    | •    | •    | •    | •    | •    |
| Double dames          | •    | •    | •    | •    | •    |      |      |      |      |      | •    |
| Dames par équipes     |      |      |      |      |      | •    | •    | •    | •    | •    |      |
| Double mixte          |      |      |      |      |      |      |      |      | •    | •    | •    |
| Mixte par équipes     |      |      |      |      |      |      |      |      |      |      | •    |
| Total                 | 4    | 4    | 4    | 4    | 4    | 4    | 4    | 4    | 5    | 5    | 6    |

## Légendes olympiques
- Deng Yaping : championne olympique en simple et en double en 1992 et 1996.
- Wang Nan : championne olympique en simple en 2000 (2e en 2008), en double en 2000 et 2004 et par équipes en 2008.
- Zhang Yining : championne olympique en simple en 2004 et 2008, en double en 2004 et par équipes en 2008.
- Wang Hao : champion olympique par équipes en 2008 et 2012 et vice-champion en simple en 2004, 2008 et 2012.
- Kong Linghui : champion olympique en simple en 2000 et en double en 1996 (argent en double en 2000).
- Jan-Ove Waldner : champion olympique en 1992 (2e en 2000).
- Ding Ning : championne olympique en simple en 2016, double championne par équipes en 2012 et 2016 et vice-championne en simple en 2012
- Zhang Jike : champion olympique en simple en 2012, double champion par équipes en 2012 et 2016 et vice-champion en simple en 2016
- Ma Long : double champion olympique en simple en 2016 et 2021 (Tokyo 2020) et quadruple champion par équipes en 2012, 2016, 2021 (Tokyo 2020) et 2024.
- Fan Zhendong : champion olympique en simple en 2024, double champion par équipe en 2021 et 2024 et vice-champion en simple en 2021

## Tableau des médailles
| Année | Lieu           | Equipe messieurs | Equipe dames | Simple messieurs | Simple dames | Double messieurs           | Doubles dames               | Double mixte            |
| ----- | -------------- | ---------------- | ------------ | ---------------- | ------------ | -------------------------- | --------------------------- | ----------------------- |
| 1988  | Seoul          | Non décerné      | Non décerné  | Yoo Nam-kyu      | Chen Jing    | Chen Longcan Wei Qingguang | Hyun Jung-hwa Yang Young-ja | Non décerné             |
| 1992  | Barcelone      | Non décerné      | Non décerné  | Jan-Ove Waldner  | Deng Yaping  | Lü Lin Wang Tao            | Deng Yaping Qiao Hong       | Non décerné             |
| 1996  | Atlanta        | Non décerné      | Non décerné  | Liu Guoliang     | Deng Yaping  | Liu Guoliang Kong Linghui  | Deng Yaping Qiao Hong       | Non décerné             |
| 2000  | Sydney         | Non décerné      | Non décerné  | Kong Linghui     | Wang Nan     | Wang Liqin Yan Sen         | Li Ju Wang Nan              | Non décerné             |
| 2004  | Athènes        | Non décerné      | Non décerné  | Ryu Seung-min    | Zhang Yining | Chen Qi Ma Lin             | Wang Nan Zhang Yining       | Non décerné             |
| 2008  | Pékin          | Chine            | Chine        | Ma Lin           | Zhang Yining | Non décerné                | Non décerné                 | Non décerné             |
| 2012  | Londres        | Chine            | Chine        | Zhang Jike       | Li Xiaoxia   | Non décerné                | Non décerné                 | Non décerné             |
| 2016  | Rio de Janeiro | Chine            | Chine        | Ma Long          | Ding Ning    | Non décerné                | Non décerné                 | Non décerné             |
| 2020  | Tokyo          | Chine            | Chine        | Ma Long          | Chen Meng    | Non décerné                | Non décerné                 | Jun Mizutani Mima Ito   |
| 2024  | Paris          | Chine            | Chine        | Fan Zhendong     | Chen Meng    | Non décerné                | Non décerné                 | Wang Chuqin Sun Yingsha |

Le tableau ci-dessous présente le bilan, par nations, des médailles obtenues en tennis de table lors des Jeux olympiques d'été, de 1988 à 2020. Le rang est obtenu par le décompte des médailles d'or, puis en cas d'ex æquo, des médailles d'argent, puis de bronze.
Après les Jeux de 2024, la Chine est le pays ayant remporté le plus grand nombre de médailles olympiques en tennis de table avec soixante-six médailles, soit plus de la moitié des médailles mises en jeu, dont trente-sept en or. La Corée du Sud arrive en seconde position avec trois médailles d'or remportées. Elle est suivie du Japon et de la Suède avec une seule médaille d'or. Depuis l'instauration du tennis de table au programme olympique, seulement douze pays ont remporté au moins une médaille.
La Chine a dominé le classement des médailles dans cette discipline à chaque édition depuis son instauration en 1988.
Tableau mis à jour après les Jeux olympiques d'été de 2024,.
| Rang  | Nation         | Or | Argent | Bronze | Total |
| ----- | -------------- | -- | ------ | ------ | ----- |
| 1     | Chine          | 37 | 21     | 8      | 66    |
| 2     | Corée du Sud   | 3  | 3      | 14     | 20    |
| 3     | Japon          | 1  | 4      | 5      | 10    |
| 4     | Suède          | 1  | 3      | 1      | 5     |
| 5     | Allemagne      | 0  | 4      | 5      | 9     |
| 6     | Corée du Nord  | 0  | 2      | 3      | 5     |
| 7     | France         | 0  | 1      | 3      | 4     |
| 8     | Singapour      | 0  | 1      | 2      | 3     |
| 8     | Taipei chinois | 0  | 1      | 2      | 3     |
| 10    | Hong Kong      | 0  | 1      | 1      | 2     |
| 10    | Yougoslavie    | 0  | 1      | 1      | 2     |
| 12    | Danemark       | 0  | 0      | 1      | 1     |
| Total | Total          | 42 | 42     | 46     | 130   |